# Manden som gik op i røg
Manden som gik op i røg er en svensk kriminalroman fra 1966 af forfatterne Maj Sjöwall og Per Wahlöö. 
Bogen er den anden i serien Roman om en forbrydelse på ti bind, som forfatterne skrev i perioden 1965-75.
Serien er i 2007 blevet nyoversat til dansk og udgivet på Forlaget Modtryk.

## Handling
Martin Becks ferie bliver afbrudt, da den svenske journalist Alf Matsson pludselig forsvinder. Dette får hans forlægger til at true med at afsløre informationer, som skulle være generende for den svenske regering. Eftersom Matson sidst er set i Ungarn rejser Beck dertil, og her opdager han, at alle sporene efter Matson er kolde. Det ungarske politi benægter, at der skulle være noget mærkeligt ved Matsons forsvinden, men samtidigt skygger de Beck, der i starten tror, at der blot er tale om kommunistisk mistænksomhed.
Beck og Kollberg har deres første, korte sammenstød med kommissær Backlund fra Malmø politi, der mangler den fantasi, der kræves til hans type arbejde. Han mener til gengæld, at bureaukrati kan erstatte den.
Forholdet mellem Beck og hans kone er allerede blevet køligt. Der skal kun en spinkel overtalelse til fra hans overordnede, for at han opgiver sin ferie, selv om de gør det klart for ham, at han ikke behøver at gøre det, hvis han ikke selv ønsker det. Selv om han reflekterer over sit ægteskab flere gange (det samme gør fortælleren, når det drejer sig om ægteskabet generelt), drager han endnu ingen konklusion.

## Eksterne links
| Bog | Spire Denne artikel om bøger og tidsskrifter er en spire som bør udbygges. Du er velkommen til at hjælpe Wikipedia ved at udvide den. |